# Нависос
Нависос или Вилин град био је келтско насеље у новом регионалном средишту кога су (након великог похода на југ Балканског полуострва 281. године п. н. е.) основали Келти. Из овог града у последњој инстанци генетског развоја потиче данашњи град Ниш.

## Етимолошко порекло имена града
Прво име Нишу, трећем граду по вечичини у Србији, дали су Келти назвавши га по „Вилиној реци“ (данас Нишави), Нависос (Navissos). Касније је сваки освајач Нависосу давао своју верзију имена, али су сва она доста слична: римски Naissus, византијски Ναισσός, словенски Ниш / Niš, турски Niş, немачки Nissa.

### Келтска легенда о имену града
Легенда која је настала у Нишкој котлини била је да су Келти изградили прелеп град, који су околна племена, због љубоморе, више пута срушила палили до темеља. Келти би после сваког тог рушења град обнављали. И тако безброј пута.
Схвативши да не би могли још дуго времена обновљати град, Келти су се обратили боговима за помоћ. Богови су се сложили да им помогну и послали су вилу која је живела у реци која је пресецала Нишку котлину, и након сваког рушења града напуштала реку и својим магичним моћима обнављала град.
У знак захвалности Келти су реку назвали „Вилина река”, па је град проглашен за „Вилин град” — Нависос (Navissos).

## Мистериозна култура Келта
Научне чињенице којима данас располажу Српски историчари и археолози укључују податак да наше просторе покривају остаци мистериозне културе, Келта који су више од две хиљаде година остављали своје трагове на подручју која се протезало од Шпаније на западу до Турске на истоку.  А то су гробне хумке са раскошним  постхумним поклоне, остаци насеља са моћним зидинама и жртвениицима који указују на бизарне обредне ритуале.
Збогтога што су се Келти свесно и далекосежно одрекли употребе писма, оставили су савремене истраживаче без бројних одговора на многа питања. Уместо писаних дикумената о Келтима говора материјални трагови; минијатурна уметничка ремек-дела, њихови оштри и опасни гвоздени мачеви, уз помоћ којих су Келти фанатично сакупљали људске главе (што у историји нема премца). као и њихови необични камени споменици, који откривају културу чији се владарски слој кретао између огромних профита стечених трговином и ауре пуне мистериозне магије.
Друга привлачнија слика овог ратоборног народа која се задржала до данас говори о њима као људима који су мудро односили према природи, чије су тајне наводно знали и умели да искористе.
Досаљавајући се, из источних степа, у великом броју на Балканском полуострво, они су у многим областима пронашли аутохтоне народе са којима су се мешали. Када су коначно у 3. веку п. н. е. диошли испред Делфа, главног светилишта Старе Грчке прешавши преко територија данашње Србије, у то доба они су били на врху своје моћи; њихове територије су се прошириле од Шпаније до Анадолије и од Италије удо Ирске.
За овај поход Келта све до Делфа, Паусанија као главни мотив освајања (које је 281—279. п. н. е. означило прекретницу у келтским продорима на југ Балкана и Грчку), наводи похлепу за богатим пленом. Док Мешутим Јустин наводи пренасељеност тадашњих галских подручја, док Мемнон тврди да је Гале на југ потерала глад. Према Паусанији, Гали су пре великог похода покренули један мањи под Камбаулом, који је прекинут чим су Гали схватили да ће им за успех бити потребно више људи.
У тим освајањим Келти су у пространој котлини на ушчу двеју река (данас познатој под називом Нишка котлина) основали град Нависос након што су га запосели око 280. године п. н. е. када је у Панонији окупљена војска коју је чинило 85.000 ратника, подељених у три одреда, који су кренула у велики поход на југ Балканског полуострва према Македонији и централној Грчкој, у повратку настанила овај простор.

## Услови који су владали на простору данашње Нишке котлине у моменту досељавања Келта
Пространа (Нишка) котлина је у предримско доба, као централна област Балкана, била на граници илирског и трачког света, у којој је живео моћан војнички добро организован народ под именом Дарданци. Били су моћни и војнички добро организовани. Овај неписмени народ, по многим изворима и оскудним материјалним траговима, етнички је припадао, највероватније Илирима (о чему је у науци вођена широка дискусија). У дарданску заједницу биле су укључене и значајне групе трачког становништва. Тако да је мешовит етнички састав у овој (Нишкој) котлини разумљив, ако се има у виду да у доба формирања првих заједница становништва на Балкану границе нису биле административно одређиване.
Доласком на подручју котлине (Нишке), у предримско доба, Келти (Gali), су постали још један конститутивна народ овог подручја данашње Србије. Њихов боравак у котлини, није оставио трајнијих последица, а не постоји ни писани доказ за присуство Келта на овом простору у дужем врееменском периоду.

## Настанак Нависоса
Нависос је настао на темену прегнантне далувијалне десне Нишавине терасе високе 12 до 15.метара, 280. године п. н. е. На тој локацији насеље је било изван инундационе равни на микроклиматски погодном и од ветра заштићеном простору у хидрографској зони богатој водом (која је избијала на контакту шупљикаве терасе и непропустљивих седимената), и на морфолошкој граници дна и обода Нишке котлине.
Ова локација на којој су Келти основали Нависос, нудила је различите саобраћајне, природне и привредне могућности:
- обод котлине богат шумама и ловном дивљачи у шумама,
- алувијалну равнан Нишаве богату бујном хидрофилмом вегетацијом погодном за испашу стада стоке,
- плодно земљиште за гајење пољопривредних култура,
- пловну реку, богату рибом итд.

Са прелазом преко Вилине реке (данас Нишаве) и заштићено северним котлинским обоодом, ово насеље имало је важну саобраћајну мостовску функкцију. На основу географских одлика нишке котлине и бројних археолошких податка поуздано се зна да су главни правци, на овом простору били у употреби још у праисторијско доба. Нависос је због свог повољног географског положаја, био раскрсници европских путева, и саобраћајни чвор Балканског полуострва.
Истовремено географски чиниоци одредили су поред пољопривредне улоге и војнички карактер Нависоса.
На простору Нависоса, за разлику од каснијих периода не постоје остаци гробница које би дале нешто више матереијалних доказа јер Келти нису своје покојнике сахрањивали, већ су их спаљивали и њихов пепео стављали у урне, које су често носили са собом. Овај обичај дао је име добу која се протеже до око 800 година пре нове ере — „доба урни”.

## Крај Нависоса и настанак античког Наисуса
Како према многим ставовима Келти нису били народ, већ велика групација, јер етнички и национални идентитет код Келти никад није постојао; нити су они икада живели у границама једне државе. Њихова основна друштвена и политичка јединица било је остало племе, а таквих племена било је на стотине. Као што су током историје, ова племена често створала племенске савезе, оне су исто тако често водиле ратове међу собом, о чему говори и податак о честом рушењу Нависоса. Ова карактеристична особина пресудно је утицала на пропаст Келта, јер за разлику од Германа, који су такође били подељени у племена, Келти нису успели да створе, као и они, веће групације, на тај начин ојачају своју војнилку снагу.
У таквим условима и консталацији снага предримски Нависос под управом Келта егзистирао је од 280. до 85. године п. п. е. или нешто касније. Међутим Римско царство у својим освајачким походима поразило је Келте и на темељима Нависоса није изградило антички Наисус (Naissus). Након настанка античког Наисуса, многи стручњаци се слажу, Келти нису ишчезли из Нишке котлине већ су се стопили са староседеоцима, римљанима а касније и словенским народом.